# Teoria zabawy według Piageta
Teoria zabawy według Piageta – teoria z zakresu psychologii rozwojowej, opracowana przez Jeana Piageta, oparta na założeniu, że rozwój zabawy ściśle łączy się z rozwojem inteligencji dziecka. Teoria mówi, iż można w pewnym stopniu dokonać oceny poziomu rozwoju dziecka obserwując jego zabawę.
Piaget uważa zabawę za odzwierciedlenie procesu nazywanego w psychologii asymilacja. Oznacza to, że dziecko stara się wykorzystać zdobytą wcześniej wiedzę i umiejętności w momencie zetknięcia z nowym zjawiskiem, zbliżonym do wcześniejszych doświadczeń.

## Fazy aktywności zabawowej
Piaget wyróżnia trzy podstawowe fazy aktywności zabawowej: 

### Zabawa doskonaląca
Występuje u dziecka od urodzenia do końca drugiego roku życia. Jest właściwa sensoryczno-motorycznemu poziomowi rozwoju inteligencji.
Zabawa doskonaląca polega na ćwiczeniu i kontroli wykonywania ruchów oraz na badaniu przedmiotów dotykiem oraz wzrokiem. Działania dziecka uznawane za zabawę w tym okresie polegają na powtarzaniu pewnych ruchów, w trakcie których dziecko poznaje rzeczywistość. Czynności te czynione są przez dziecko w celu ukazania rozwoju sprawności i zaangażowania w praktykowaną czynność. 

### Zabawa symboliczna
Występuje u dziecka pomiędzy drugim a siódmym rokiem życia. Jest właściwa przedoperacyjnemu poziomowi rozwoju inteligencji.
Ten rodzaj zabawy charakteryzuje wykorzystywanie przez dziecko w trakcie zabawy różnych przedmiotów, niezgodnie z ich pierwotną funkcją, nadawanie im odmiennych ról. Powiązane jest to ściśle z fantazją dziecka, które wykorzystuje jakiś przedmiot jako symbol innego. 
Dla przykładu:
- patyk może stać się różdżką;
- krzesełko może stać się tronem;
- koc może stać się piękną suknią itp.

### Zabawa w role
Występuje u dziecka od 7. roku życia. Jest właściwa operacyjnemu poziomowi rozwoju inteligencji.
W trakcie zabawy dziecko zaczyna stosować różne reguły i procedury, co wiąże się bezpośrednio z faktem, że w tym okresie rozwoju procesy myślowe dziecka intensywnie się rozwijają. 